# Naissance en 1065
Naissance
- 1061
- 1062
- 1063
- 1064
- 1065
- 1066
- 1067
- 1068
- 1069

Cette page dresse une liste de personnalités nées au cours de l'année 1065 :
- Baudouin Ier de Jérusalem, Baudouin de Boulogne, comte d'Édesse, puis premier roi de Jérusalem sous le nom de Baudouin Ier.
- Sybille de Bourgogne, aussi appelée Mahaut ou Mathilde, duchesse consort de Bourgogne.
- Li Jie, écrivain chinois.
- Otton II, comte de Chiny.
- Vladislav Ier de Bohême, duc de Bohême.
- Lars Wivallius, poète suédois.

date incertaine (vers 1065)
- Bertrand de Toulouse, dit parfois aussi Bertrand de Tripoli, comte de Toulouse, de Rouergue, d’Agen, d’Albi et du Quercy, marquis de Gothie, de Provence, duc de Narbonne et comte de Tripoli.
- Étienne Ier de Bourgogne,  comte de Bourgogne, de Mâcon et de Vienne.
- Gautier II Tirel, seigneur de Poix (Picardie), aristocrate et courtisan franco et anglo-normand, soupçonné d'être le meurtrier accidentel du roi d'Angleterre Guillaume le Roux.
- Guérin, moine cistercien, évêque de Sion.
- Hugues VII de Lusignan, seigneur de Lusignan.